# San Pietro (Grão Vasco)
San Pietro è un dipinto del pittore portoghese Grão Vasco realizzato circa nel 1529 e conservato nel Museo nazionale Grão Vasco di Viseu in Portogallo.
Il dipinto è considerato un capolavoro del Rinascimento portoghese. Il critico d'arte anglo-irlandese Sir William Henry Gregory ha definito San Pietro "uno degli ornamenti principali di qualsiasi galleria del mondo per la sua grandezza e semplicità".

## Storia
Dagli atti dei pagamenti del capitolo della cattedrale di Viseu, è noto che Vasco Fernandes (in seguito comunemente chiamato con il soprannome di Grão Vasco, "Il grande Vasco") ebbe un importante laboratorio artistico nella città di Viseu tra il 1515 e il 1535.
Nel 1529-35 Miguel da Silva, vescovo di Viseu, commissionò a Fernandes cinque dipinti per abbellire gli altari laterali della cattedrale di Viseu e i suoi chiostri, vale a dire: questo San Pietro e un Battesimo di Cristo per le due cappelle del presbiterio ( di rispettivamente dal lato dell'Epistola e del Vangelo ), un Calvario e una Pentecoste per le due cappelle del transetto (rispettivamente Sacra del SS. Sacramento , sul semitransetto sud, e dello Spirito Santo, rispettivamente), e un San Sebastiano per una cappella dedicata a quel santo, nei chiostri.

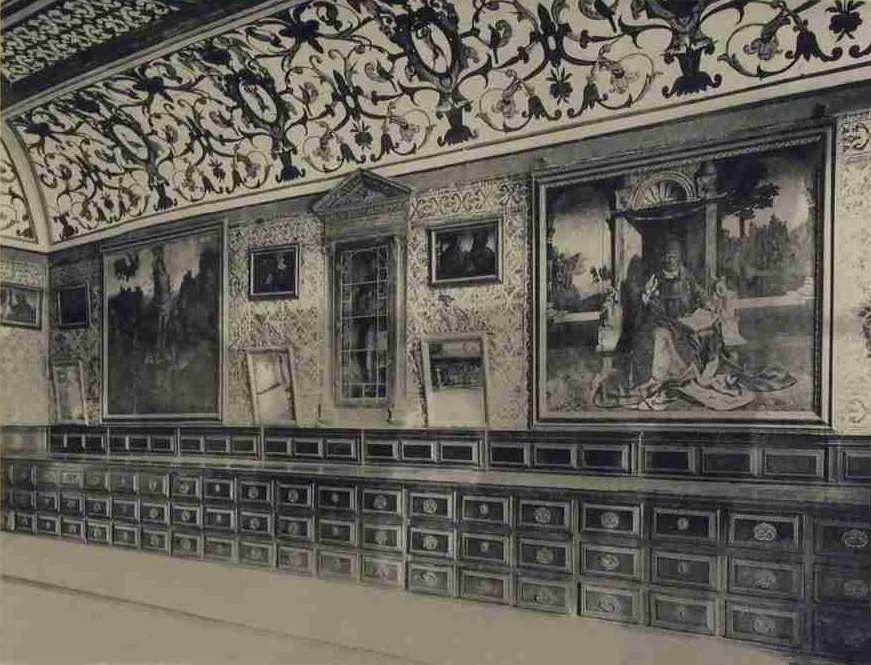
Fotografia della sacrestia della cattedrale di Viseu, c. 1907–1908, raffigurante San Pietro

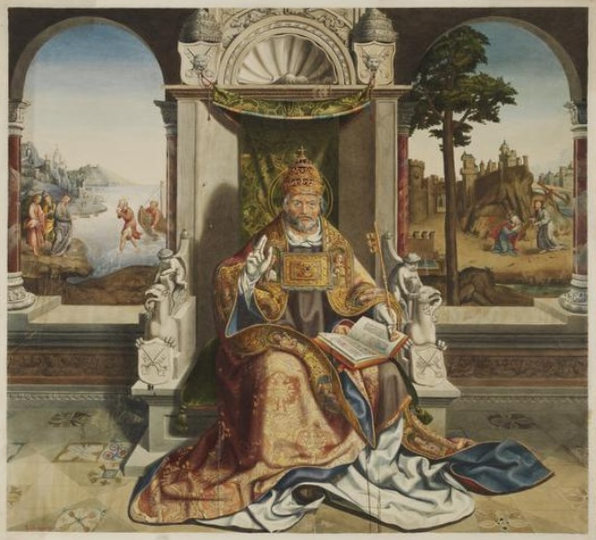
Copia ad acquerello di San Pietro di Emilio Costantini, realizzato per l'Arundel Society (Victoria and Albert Museum)

La serie di dipinti subì un restauro nel 1607, circa 72 anni dopo la loro creazione. È noto che furono risparmiati dalla sopraverniciatura per il precoce riconoscimento del loro valore artistico come una parte importante del prestigioso corpus dell'artista; questa informazione fu lasciata per iscritto dal canonico Botelho Pereira nel 1630. Tra i diversi dipinti, e per la sua qualità, San Pietro era il più protetto dalle alterazioni. Quando il Duomo fu ridecorato secondo il gusto barocco negli anni '20-'30 del Settecento, questi dipinti furono trasferiti in sacrestia: scritti del 1758 ( Diccionario Geographico), 1843 (Oliveira Bernardo), 1865 (John Charles Robinson) e 1890 (Joaquim de Vasconcelos) attestano la loro permanenza in questo spazio per molti decenni.
Nel 19º secolo, l'opera di Grão Vasco ha attirato l'attenzione della Arundel Society, in particolare la cattedrale di San Pietro a Viseu, riconosciuta come un'immagine notevole "di più grande pregio, ma praticamente sconosciuta". Nel 1884, gli amministratori della Arundel Society Sir William Henry Gregory e Sir Austen Henry Layard hanno presentato una richiesta a Miguel Dantas, il ministro del Portogallo a Londra , in modo che il governo portoghese avrebbe consentito a un artista nominato dalla Arundel Society di copiare il dipinto (insieme ad altri nella cattedrale di Viseu e nell'Hospital da Misericórdia, a Porto) per produrre e distribuire stampe cromolitografiche di esso; l'autorizzazione è stata concessa previo parere favorevole del governatore civile di Porto e del Vescovo di Viseu (José Dias Correia de Carvalho). Il numero quasi insignificante di opere di artisti non italiani scelte per essere riprodotte lo rende davvero notevole: Grão Vasco è stato affiancato a artisti del calibro di Van Eyck, Memling o Dürer. L'artista prescelto per copiare il dipinto, Emilio Costantini, si recò a Viseu nel 1887; le cromolitografie, di Wilhelm Greve, furono pubblicate nel 1892.
Il San Pietro è stato inglobato nelle collezioni del Museo Nazionale Grão Vasco, a Viseu ; nel 2006 è stata classificata Tesoro Nazionale dal Ministero della Cultura.

## Descrizione
San Pietro è al centro della composizione simmetrica, seduto su un ornato trono pontificio all'italiana compie il gesto di benedizione verso lo spettatore, in piena veste papale: l'ampio piviale, di ricco broccato rosso, presenta motivi ornamentali finemente intrecciati in filo d'oro e medaglioni con angeli che reggono gli Strumenti della Passione, perle e pietre preziose; la tiara papale presenta tre cerchietti d'oro finemente decorati con motivi arabescati di fogliame intrecciato; i guanti pontifici sono bianchi e l'Anello del Pescatore è visibile, incastonato con una gemma verde scuro. Sulla mano sinistra, al posto di un pastorale, Pietro tiene una chiave d'oro allungata in riferimento alle Chiavi del cielo, attributo di questo santo e simbolo dell'autorità papale. La sommità del trono presenta alcuni elementi decorativi manuelini (come i dettagli vegetalisti in alto) così come alcuni elementi pagani come i putti scolpiti e le grottesche che reggono lo stemma papale così come il baldacchino in broccato sopra il sedile.
Ai lati del trono, due archi aprono a visioni lontane due episodi della vita di San Pietro: a sinistra, il racconto evangelico di Gesù Cristo che chiama Pietro e Andrea a diventare suoi discepoli; a destra, il Quo vadis? dagli Atti apocrifi di Pietro, come gli appare Gesù risorto poco prima del suo martirio.
Il dipinto, come pala d'altare, presenta anche una predella sottostante; ha tre dipinti più piccoli raffiguranti San Giovanni Evangelista e Sant'Andrea, San Bartolomeo e San Giuda Taddeo, e San Paolo e San Giacomo il Maggiore..

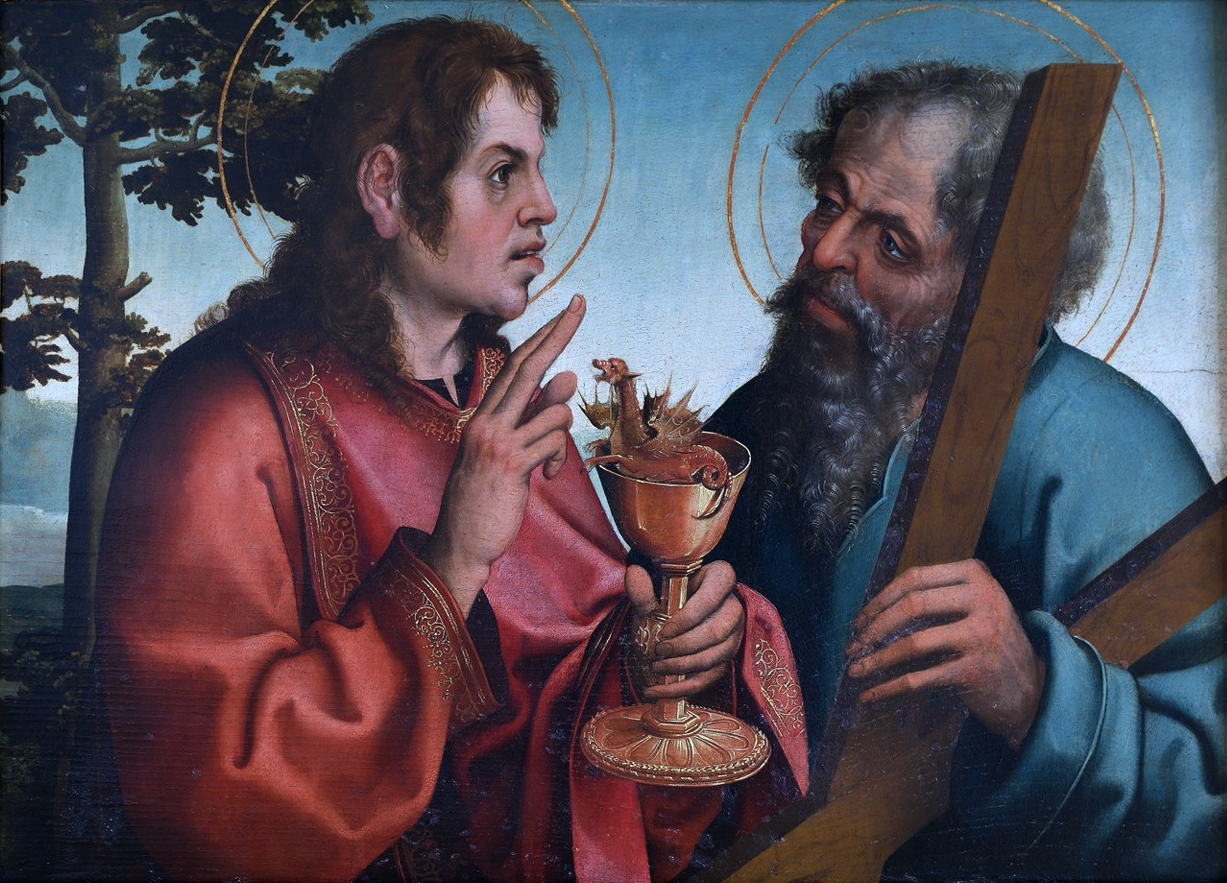
San Giovanni Evangelista e Sant'Andrea
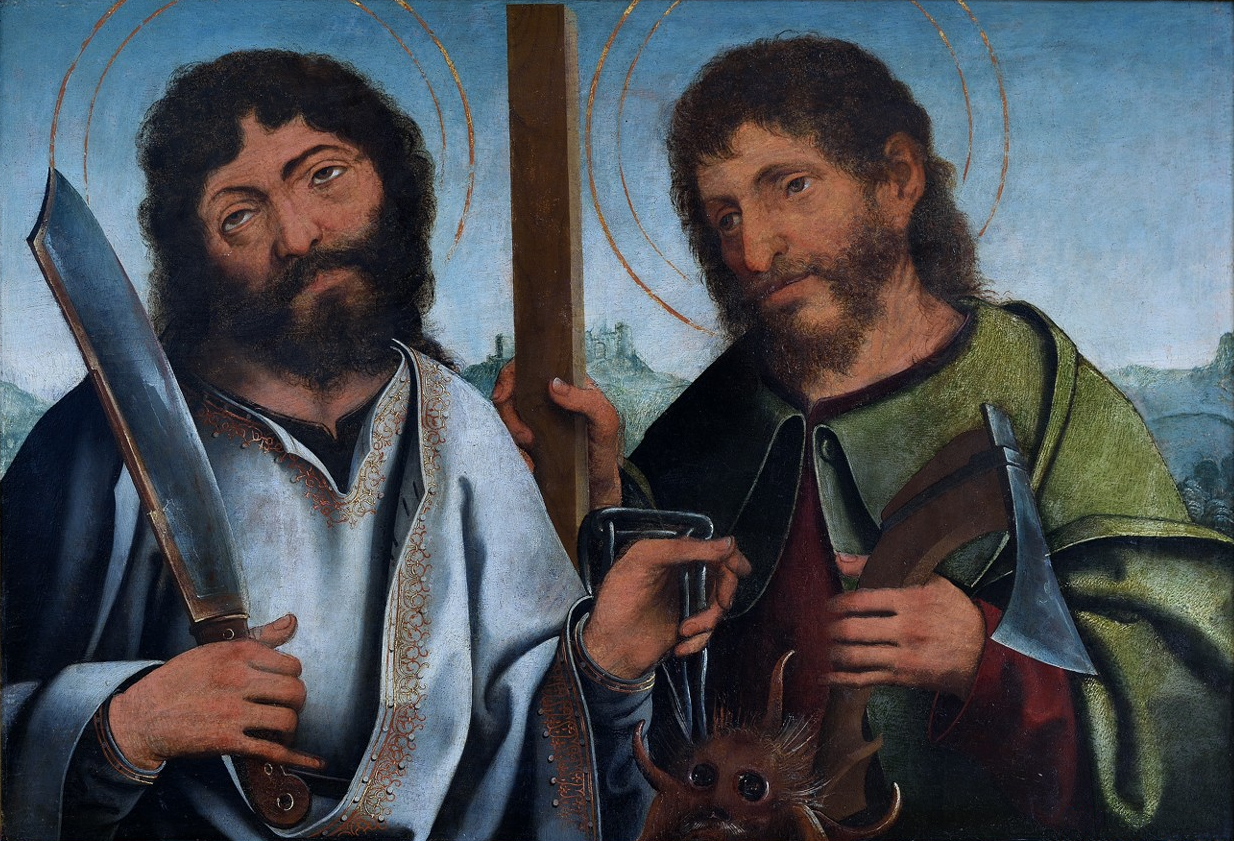
San Bartolomeo e San Giuda
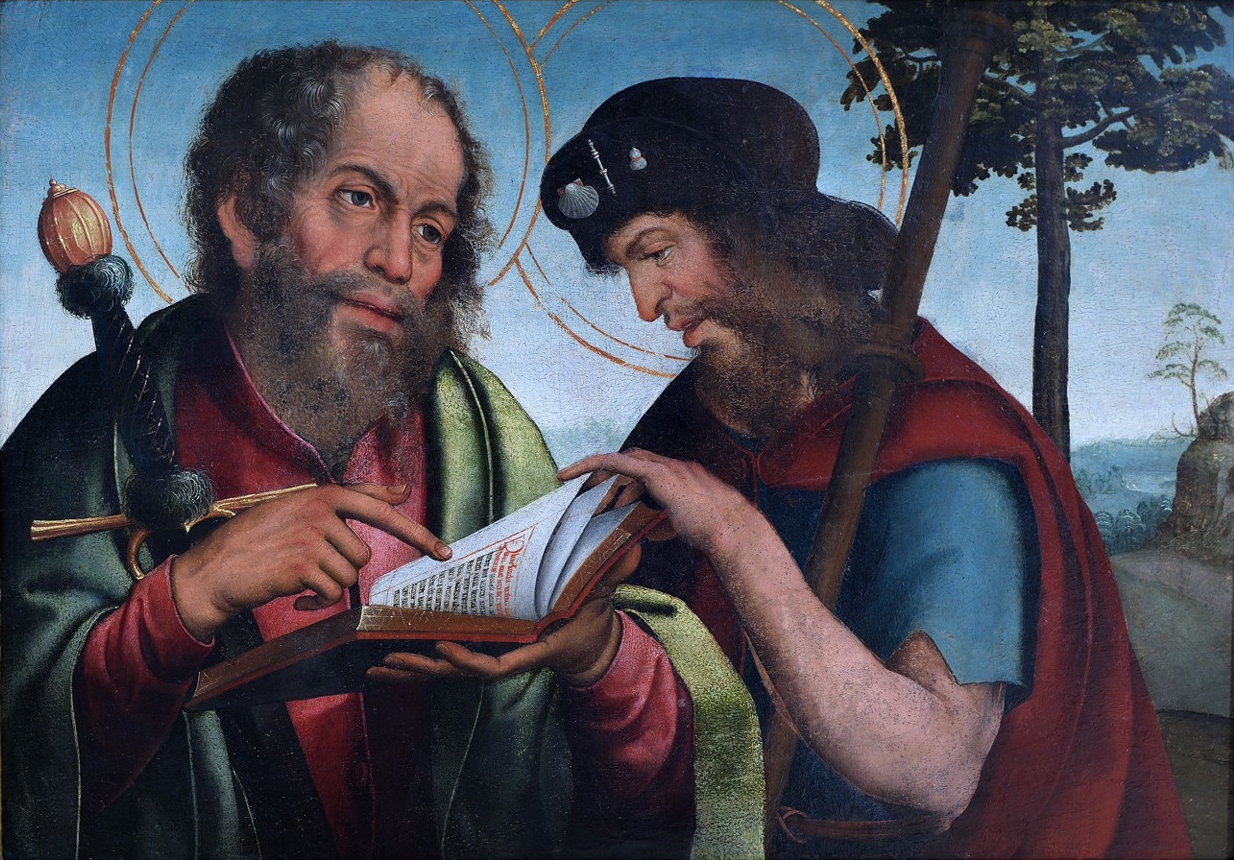
San Paolo e San Giacomo